# Willian Lee
Willian Soares da Silva, mais conhecido como Willian Lee (Belo Horizonte, 22 de setembro de 1970 – São Paulo, 3 de julho de 2017) foi um compositor, guitarrista, cantor, músico e artista de rua brasileiro.
Em sua carreira de guitarrista, tocou com Sérgio Reis, entre outros músicos de destaque.
Fenômeno midiático da Internet, tem sua voz reconhecida em várias partes do mundo.
Em 2011 gravou o seu primeiro álbum gospel pela C.A.D.M. Records, intitulado A Promessa. Produzido por Edmilson Aureliano, Gamaliel de Souza e Rick Andrade.[carece de fontes?]
Em 2017 foi diagnosticado com um câncer no pâncreas, do qual morreu em 3 de julho, aos 46 anos.